# Margherita di Borbone-Spagna
Margherita di Borbone-Spagna (nome completo in spagnolo Margarita María de la Victoria Esperanza Jacoba Felicidad Perpetua y Todos los Santos; Roma, 6 marzo 1939) è un'infanta spagnola.
È la terzogenita, nonché figlia femmina minore, dei conti di Barcellona Giovanni e Maria Mercedes, quindi sorella minore di Juan Carlos I.

## Biografia

### Nascita ed educazione
L'infanta Margherita è nata nel 1939 all'Ospedale Anglo-Americano di Roma, per essere battezzata il 9 aprile nella chiesa di Santa Maria in Monserrato degli Spagnoli, avendo come padrini di battesimo Giacomo Enrico di Borbone-Spagna ed Emmanuelle de Dampierre. Il suo soprannome è "Margot".
È cieca dalla nascita, ma in compenso ha sviluppato grandi capacità uditive. Suona infatti il pianoforte con bravura ed è appassionata di musica classica, ma apprezza anche il pop, l'heavy metal, l'elettronica, Bruce Springsteen e i Bon Jovi.

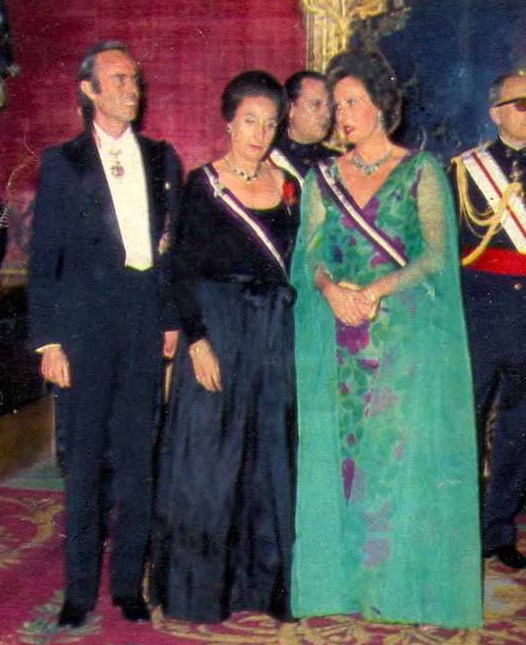
L'infanta Margherita, a sinistra, in compagnia della sorella Pilar, 1978

Studiò puericultura ed è poliglotta, padroneggiando fluentemente il francese, l'inglese, l'italiano, il portoghese e lo spagnolo. Conosce anche altre cinque lingue, tra cui l'arabo.

### Matrimonio e titoli
Sposò nella chiesa di Sant'Antonio a Estoril il medico Carlos Zurita y Delgado (1943), rinunciando ai suoi diritti di successione in virtù della Prammatica Sanzione. Tuttavia, la rinuncia non venne ratificata dalle Corti Generali, essendo avvenuta prima della restaurazione della monarchia.
Nel 1979, alla morte del lontano zio Manfredo de Borbón y Bernaldo de Quirós, ereditò il titolo di duchessa di Hernani. Quando il fratello Juan Carlos I le offrì un titolo ducale, l'infanta scelse la città di Soria in riconoscenza dell'assistenza che vi ricevette dopo un incidente nel 1972. Il 23 giugno 1981 fu quindi insignita del titolo di duchessa di Soria.

### Attività

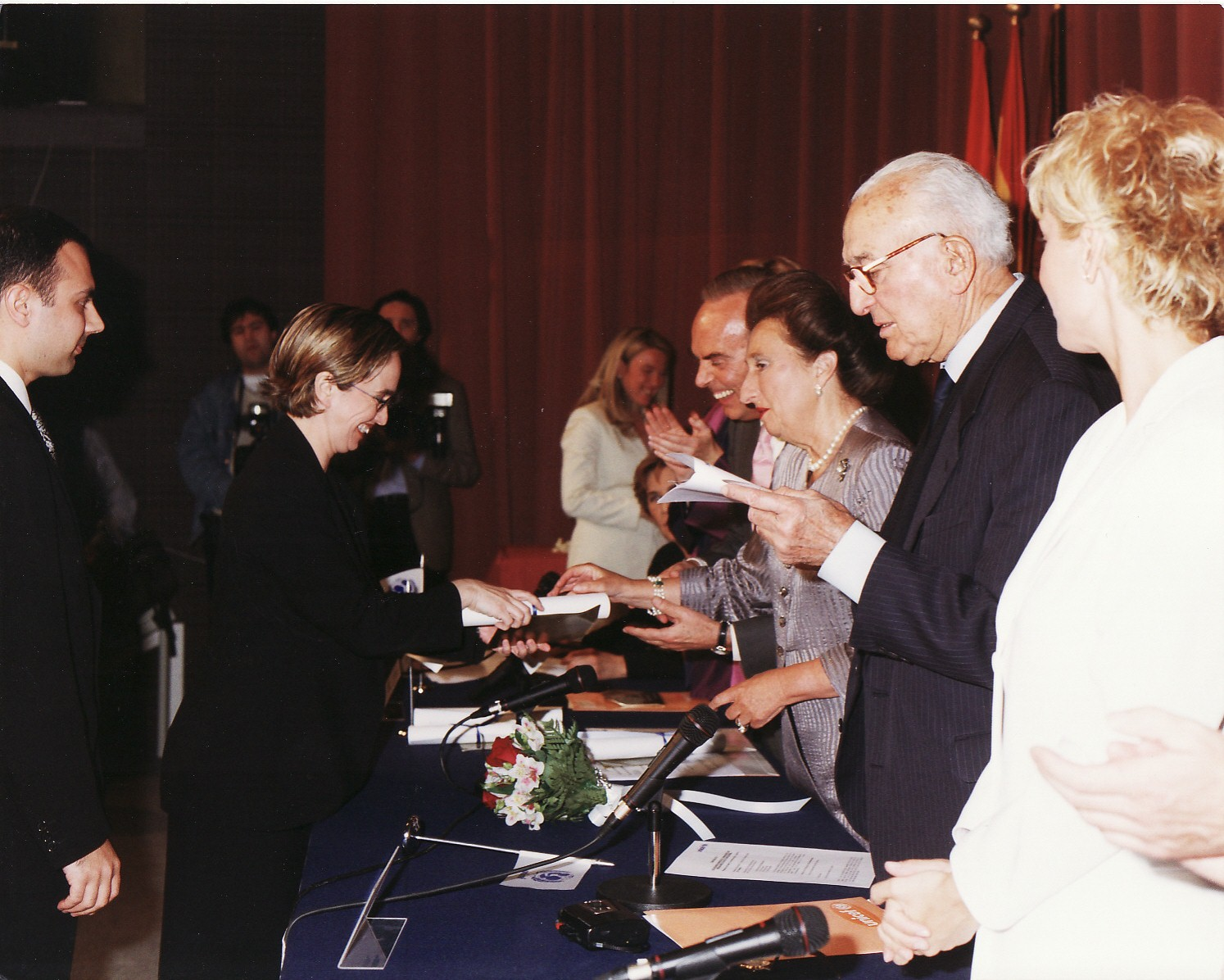
Margherita mentre consegna i diplomi UNICEF al Carles&Sofia Piano Duo, nell'aprile 2001 a Madrid

Il 29 giugno 1982 partecipò all'inaugurazione dell'Ospedale Infanta Margherita di Cabra.
Nel 1989 creò con suo marito la Fundación Cultural Duques de Soria, presso il convento de la Merced della città. Ricopre anche la carica di presidentessa onoraria della delegazione spagnola all'UNICEF, della Fundación Española del Corazón, della Federación Española de Hemofilia e dell'Organización Nacional de Ciegos Españoles (ONCE).
Il 29 maggio 2008, durante una cerimonia presieduta dalla cognata Sofia, le venne conferito assieme al marito un dottorato honoris causa dall'Università di Valladolid, su proposta della Facoltà di Traduzione e Interpretazione e in riconoscimento al suo contributo nello sviluppo del campus di Soria dell'ateneo.

## Discendenza
Margherita di Borbone-Spagna e Carlos Zurita y Delgado hanno due figli:
- S. E. Don Alfonso Juan Carlos Zurita y de Borbón (n. 1973);
- S. E. Doña María Sofía Emilia Carmen Zurita y de Borbón (n. 1975). 
  - Don Carlos Zurita y de Borbón (n. 2018).

## Titoli e trattamento
- 6 marzo 1939 - 6 gennaio 1979: Sua Altezza Reale, l'infanta doña Margherita di Spagna
- 6 gennaio 1979 - 23 giugno 1981: Sua Altezza Reale, l'infanta doña Margherita, duchessa di Hernani
- 23 giugno 1981 - attuale: Sua Altezza Reale, l'infanta doña Margherita, duchessa di Hernani e Soria

## Onorificenze

Il monogramma personale dell'infanta Margherita di Borbone-Spagna.

## Ascendenza
|                                       |                                |                                         | Genitori                              |  |  | Nonni |  |  | Bisnonni              |  |  | Trisnonni                            |  |
|                                       |                                |                                         |                                       |  |  |       |  |  | Alfonso XII di Spagna |  |  | Francesco d'Assisi di Borbone-Spagna |  |
|                                       |                                |                                         |                                       |  |  |       |  |  | Alfonso XII di Spagna |  |  | Francesco d'Assisi di Borbone-Spagna |  |
|                                       |                                | Isabella II di Spagna                   |                                       |  |  |       |  |  | Alfonso XII di Spagna |  |  |                                      |  |
| Alfonso XIII di Spagna                |                                |                                         |                                       |  |  |       |  |  | Alfonso XII di Spagna |  |  |                                      |  |
|                                       |                                | Maria Cristina d'Asburgo-Teschen        | Carlo Ferdinando d'Austria-Teschen    |  |  |       |  |  |                       |  |  |                                      |  |
|                                       |                                | Maria Cristina d'Asburgo-Teschen        | Carlo Ferdinando d'Austria-Teschen    |  |  |       |  |  |                       |  |  |                                      |  |
|                                       |                                | Maria Cristina d'Asburgo-Teschen        | Elisabetta Francesca d'Asburgo-Lorena |  |  |       |  |  |                       |  |  |                                      |  |
| Giovanni di Borbone-Spagna            |                                | Maria Cristina d'Asburgo-Teschen        |                                       |  |  |       |  |  |                       |  |  |                                      |  |
|                                       |                                | Enrico di Battenberg                    | Alessandro d'Assia                    |  |  |       |  |  |                       |  |  |                                      |  |
|                                       |                                | Enrico di Battenberg                    | Alessandro d'Assia                    |  |  |       |  |  |                       |  |  |                                      |  |
|                                       |                                | Enrico di Battenberg                    | Julia von Hauke                       |  |  |       |  |  |                       |  |  |                                      |  |
| Vittoria Eugenia di Battenberg        |                                | Enrico di Battenberg                    |                                       |  |  |       |  |  |                       |  |  |                                      |  |
|                                       |                                | Beatrice di Sassonia-Coburgo-Gotha      | Alberto di Sassonia-Coburgo-Gotha     |  |  |       |  |  |                       |  |  |                                      |  |
|                                       |                                | Beatrice di Sassonia-Coburgo-Gotha      | Alberto di Sassonia-Coburgo-Gotha     |  |  |       |  |  |                       |  |  |                                      |  |
|                                       |                                | Beatrice di Sassonia-Coburgo-Gotha      | Vittoria del Regno Unito              |  |  |       |  |  |                       |  |  |                                      |  |
| Margherita di Borbone-Spagna          |                                | Beatrice di Sassonia-Coburgo-Gotha      |                                       |  |  |       |  |  |                       |  |  |                                      |  |
|                                       | Alfonso di Borbone-Due Sicilie | Ferdinando II delle Due Sicilie         |                                       |  |  |       |  |  |                       |  |  |                                      |  |
|                                       | Alfonso di Borbone-Due Sicilie | Ferdinando II delle Due Sicilie         |                                       |  |  |       |  |  |                       |  |  |                                      |  |
|                                       | Alfonso di Borbone-Due Sicilie | Maria Teresa d'Asburgo-Teschen          |                                       |  |  |       |  |  |                       |  |  |                                      |  |
| Carlo Tancredi di Borbone-Due Sicilie | Alfonso di Borbone-Due Sicilie |                                         |                                       |  |  |       |  |  |                       |  |  |                                      |  |
|                                       |                                | Maria Antonietta di Borbone-Due Sicilie | Francesco conte di Trapani            |  |  |       |  |  |                       |  |  |                                      |  |
|                                       |                                | Maria Antonietta di Borbone-Due Sicilie | Francesco conte di Trapani            |  |  |       |  |  |                       |  |  |                                      |  |
|                                       |                                | Maria Antonietta di Borbone-Due Sicilie | Maria Isabella d'Asburgo-Toscana      |  |  |       |  |  |                       |  |  |                                      |  |
| Maria Mercedes di Borbone-Due Sicilie |                                | Maria Antonietta di Borbone-Due Sicilie |                                       |  |  |       |  |  |                       |  |  |                                      |  |
|                                       |                                | Luigi Filippo Alberto d'Orléans         | Ferdinando Filippo d'Orléans          |  |  |       |  |  |                       |  |  |                                      |  |
|                                       |                                | Luigi Filippo Alberto d'Orléans         | Ferdinando Filippo d'Orléans          |  |  |       |  |  |                       |  |  |                                      |  |
|                                       |                                | Luigi Filippo Alberto d'Orléans         | Elena di Meclemburgo-Schwerin         |  |  |       |  |  |                       |  |  |                                      |  |
| Luisa d'Orléans                       |                                | Luigi Filippo Alberto d'Orléans         |                                       |  |  |       |  |  |                       |  |  |                                      |  |
|                                       |                                | Maria Isabella d'Orléans                | Antonio Maria Filippo Luigi d'Orleans |  |  |       |  |  |                       |  |  |                                      |  |
|                                       |                                | Maria Isabella d'Orléans                | Antonio Maria Filippo Luigi d'Orleans |  |  |       |  |  |                       |  |  |                                      |  |
|                                       |                                | Maria Isabella d'Orléans                | Luisa Ferdinanda di Borbone-Spagna    |  |  |       |  |  |                       |  |  |                                      |  |
|                                       |                                | Maria Isabella d'Orléans                |                                       |  |  |       |  |  |                       |  |  |                                      |  |